# 蘇霍拉比夫卡
49°29′20″N 33°50′0″E / 49.48889°N 33.83333°E
蘇霍拉比夫卡（羅馬化：Sukhorabivka）是烏克蘭中部波爾塔瓦州波爾塔瓦區雷舍蒂利夫卡市鎮內的村莊。該村處於普肖爾河畔，分別距離貝雷茲尼亞基2公里和卡萊尼基4公里，海拔高度76米，2001年人口996。